# Bourrée fantasque
Bourrée fantasque è un brano musicale per pianoforte solista di Emmanuel Chabrier (1841–1894) e costituisce uno dei suoi ultimi lavori completi più importanti.

## Storia

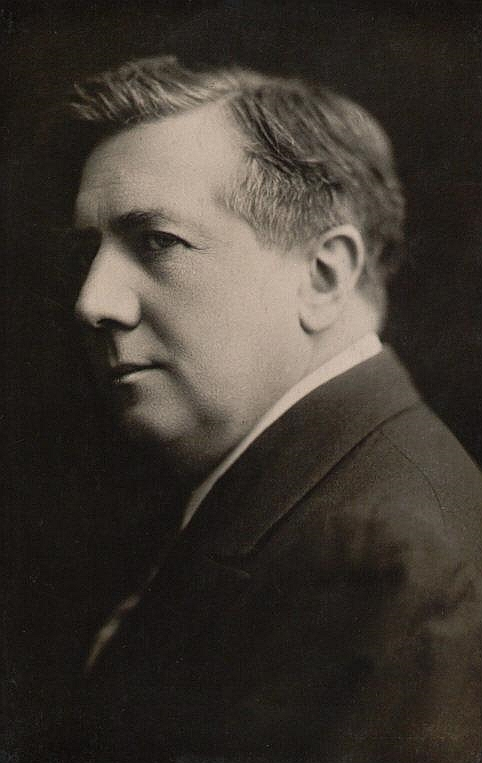
Risler, dedicatario della Bourrée fantasque

Bourrée fantasque è dedicata al pianista Édouard Risler (1873-1929), che in effetti non suonò il lavoro in pubblico se non dopo la morte del compositore. La prima esecuzione pubblica fu data da Madeleine Jaeger (signora Henry Jossic, 1868–?) Il 7 gennaio 1893 alla Société Nationale de Musique di Parigi.
Fu composta intorno all'aprile del 1891, in seguito a una visita nella sua nativa Alvernia l'estate precedente, quando la salute di Chabrier stava peggiorando. Secondo Alfred Cortot è "una delle opere più eccitanti ed originali di tutta la letteratura della musica per pianoforte francese". A differenza di molti scritti del diciannovesimo secolo per pianoforte, lo strumento è trattato quasi come un'orchestra e "anticipa le innovazioni nella tecnica pianistica introdotte da Ravel in Gaspard de la nuit e da Debussy negli ultimi Études". Il manoscritto è presso la Biblioteca nazionale di Francia.

## La musica
In una lettera a Risler del 12 maggio 1891, Chabrier scrisse: "Ti ho fatto un piccolo pezzo per pianoforte che penso sia abbastanza divertente e in cui ho contato circa 113 diverse sonorità. Vediamo come farai scintillare anche questo! Dovrebbe essere brillante e folle! ". La precisione della notazione in ogni battuta, la dinamica da ppp fino a tutta forza, gli accenti, le indicazioni del pedale, testimoniano il suo desiderio di ottenere un'eccezionale varietà e ricchezza tonale. Il brano dura circa sei minuti.
In tempo di 2/4, il brano si apre con le note ripetute del tema principale Très animé et avec beaucoup d'entrain (Molto vivace e con grande spirito) martellate nel registro centrale del piano e messe alla prova. La sezione centrale cambia umore con una melodia carezzevole (molto espressiva) liberamente modulante prima che il tema originale ritorni in pp, lavorato in combinazione con il secondo tema, fino a quando il tema principale della bourrée "si scatena dall'alto verso il basso della tastiera sottoposto ad una elaborazione crescente e a un trattamento di bravura".
In relazione alla Bourrée fantasque Koechlin affermò che Chabrier era il precursore dei moderni compositori francesi per l'audacia della sua tecnica di scrittura, l'uso di alcune progressioni di accordi e l'uso di un'atmosfera modale e modi antichi, che non è mai artificiale o imitativo, ma un mezzo naturale di espressione poetica.

## Orchestrazione
L'orchestrazione incompiuta di Chabrier è composta da 16 pagine di spartito, circa un terzo dell'opera, con tutti i tempi e le indicazioni per l'esecuzione accuratamente segnati.
- 1898 di Felix Mottl (per grande orchestra), prima rappresentazione 27 marzo 1898, Orchestre Lamoureux, Felix Mottl.[8]
- 1924 di Charles Koechlin, prima rappresentazione 25 gennaio 1925, Paris Conservatoire Orchestra, Philippe Gaubert.[9]
- 1994 di Robin Holloway (completamento dell'orchestrazione incompiuta di Chabrier), prima rappresentazione 8 febbraio 1994, Queen Elizabeth Hall, Londra, Orchestra Filarmonica dell'Opera North, Paul Daniel.[10]

Inoltre John Iveson fece un arrangiamento per dieci strumenti ottoni, che fu registrato dal Philip Jones Brass Ensemble nel 1983.

## Balletto
Jean-Jacques Etchevery ha creato un balletto con lo stesso titolo usando la musica di Chabrier per l'Opéra-Comique nel 1946.
Anche George Balanchine ha creato un balletto basato su quest'opera e su altri tre pezzi di Chabrier per il New York City Ballet nel 1949.